# Actinomicina
La actinomicina es el nombre aplicado a un grupo de antibióticos polipeptídicos aislados de las bacterias de suelo del género Streptomyces.

## Mecanismo

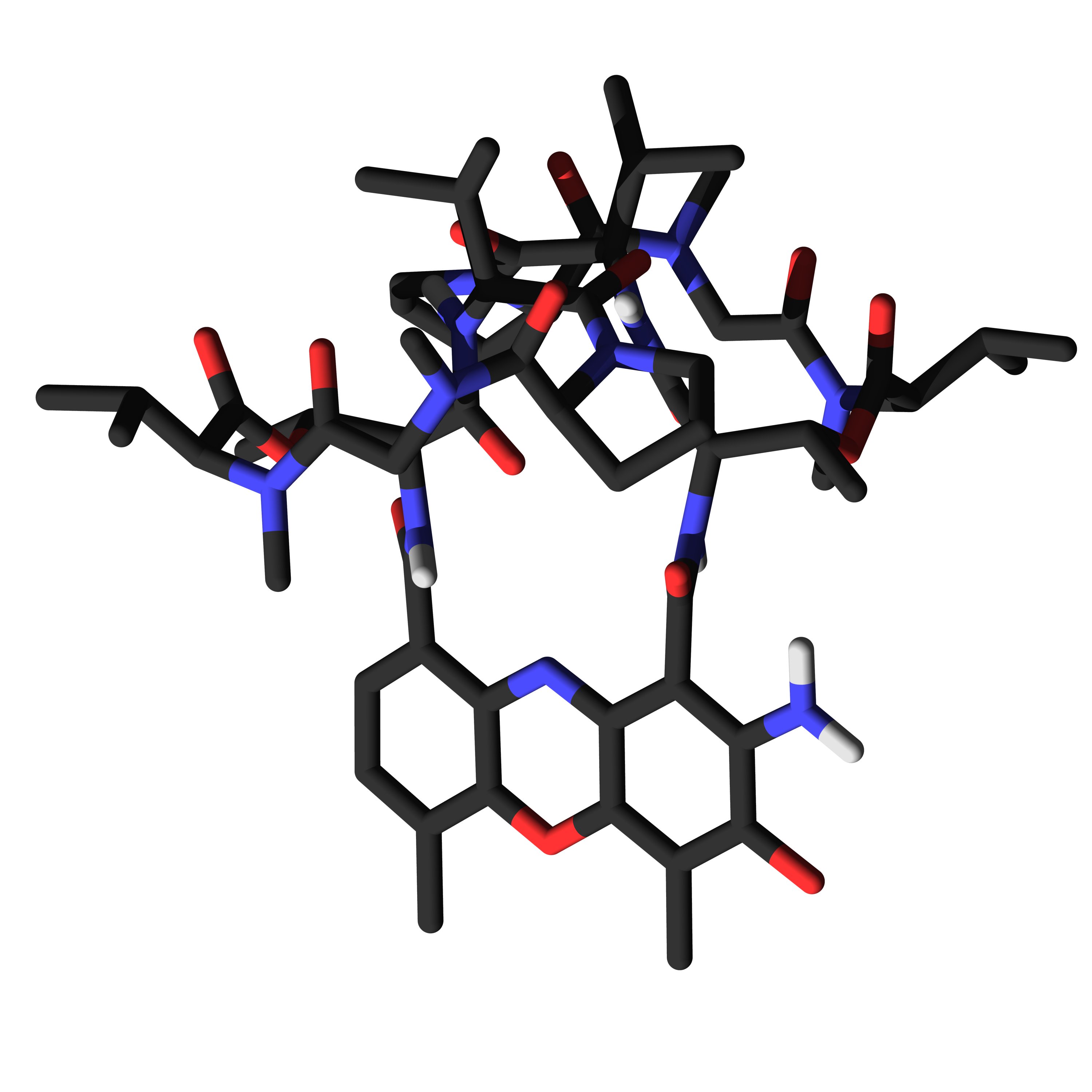
Modelo tridimensional de la actinomicina D

Se utiliza principalmente como herramienta de investigación en biología celular para inhibir la transcripción.  Esta inhibición la logra uniéndose al ADN en el complejo de iniciación de la transcripción y evitando así la elongación por la ARN polimerasa.
Como se une al ADN bicatenario, también puede interferir con la replicación de ADN, aunque otros compuestos como la hidroxiurea son más adecuados para su uso en el laboratorio.

## Uso clínico

### Quimioterapia
La actinomicina D se vende bajo el nombre comercial de Dactinomicina y es uno de los primeros fármacos utilizados durante muchos años en tratamientos de quimioterapia.
Se ofrece en forma de un líquido claro, de color amarillo, que se administra por vía intravenosa; es de uso común en el tratamiento de diversos tipos de cáncer, tales como:
- Neoplasia trofoblástica de la gestación (de alto riesgo)[3]
- Tumor de Wilms[4]
- Rabdomiosarcoma y otros sarcomas de partes blandas y ginecológicos[5]

- Sarcoma de Ewing

### Antibiótico
Fue el primer antibiótico que mostró cierta actividad anticancerosa, pero no se utilizaba normalmente con ese fin, debido a que es altamente tóxico y provoca daño al material genético.
Fue el primer antibiótico aislado por Selman Abraham Waksman.

## Investigación
La actinomicina D y su derivado fluorescente, 7-aminoactinomicina D, se utilizan para tinciones en microscopía y en citometría de flujo. Su afinidad por las regiones de ADN ricas en GC los convierte en excelentes marcadores del ADN.